# Rock Hill Buggy Company
Rock Hill Buggy Company war ein US-amerikanischer Hersteller von Fahrzeugen.

## Unternehmensgeschichte
John Gary Anderson betrieb ab 1888 in Rock Hill in South Carolina eine Reparaturwerkstatt für Fahrräder. Die Produktion von Kutschen kam dazu. Wann genau die Umfirmierung in Rock Hill Buggy Company erfolgte, ist nicht bekannt. 1910 begann er in Zusammenarbeit mit der Norwalk Motor Car Company mit der Produktion von Automobilen. Der Markenname lautete Rock Hill. Im gleichen Jahr endete die Kraftfahrzeugproduktion. Insgesamt entstanden 25 Fahrzeuge. 1916 wurde das Unternehmen aufgelöst.
Anderson gründete 1916 die Anderson Buggy Company.

## Fahrzeuge
Das einzige Modell entsprach weitgehend einem Modell von Norwalk. Ein Vierzylindermotor mit 35 PS Leistung trieb die Fahrzeuge an. Die Spurweite betrug wahlweise 142 cm oder 152 cm.
Eine andere Quelle gibt einen Vierzylindermotor mit 30 PS Leistung, einen Aufbau mit vier Sitzen und einen Neupreis von 1600 US-Dollar an.